# Constance Lloyd
Constance Mary Lloyd (Dublino, 2 gennaio 1859 – Genova, 7 aprile 1898) è stata una scrittrice e giornalista britannica.
Moglie di Oscar Wilde, madre di due figli, Cyril e Vyvyan, fu attiva nel mondo del giornalismo, partecipò a movimenti legati al femminismo e alla moda.

## Biografia
Figlia di Horace Lloyd, avvocato irlandese, e di Adelaide Atkinson Lloyd. Ha sposato Oscar Wilde il 29 maggio del 1884.
Nel 1888 pubblica un libro dal titolo, "There Was Once" basato su racconti per bambine narrate da sua nonna.
Non si sa fino a che punto Constance sia venuta a conoscenza delle relazioni omosessuali del marito. Nel 1891 ha incontrato il suo amante Alfred Douglas, quando Wilde lo invitò a casa loro. In questo periodo Wilde viveva per la maggior parte del tempo negli alberghi, come l'Avondale Hotel. Fin dalla nascita del loro secondo figlio, Costance e Oscar si erano sessualmente allontanati, inoltre venne sicuramente a conoscenza dell'omosessualità del marito nel 1895, quando Wilde fu processato e imprigionato per "atti osceni e omosessuali".

### L'incontro con Oscar Wilde

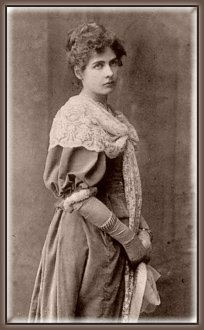
Constance Lloyd

Nel maggio del 1881 Oscar Wilde e sua madre Jane Francesca Elgee andarono in visita di cortesia da amici di famiglia. Qui Oscar conobbe Constance, venendo colpito dalla sua abilità nel leggere Dante in italiano. Già alla fine della visita Oscar disse a sua madre che pensava di sposare Constance.
Wilde a quell'epoca viaggiava per la Gran Bretagna per delle conferenze. Durante le due date di Dublino ebbe il piacere di incontrare nuovamente Constance, e il 25 novembre 1883 si fidanzarono, dopo alcuni dissidi con i parenti di lei e lettere di auguri. Prima del matrimonio cercò di coprire i debiti ma non riuscendoci in tempo.
Il matrimonio era previsto per aprile ma fu poi spostato al 29 maggio 1884, il luogo scelto fu la chiesa di Saint James Paddington.

### La crisi
I primi segni dell'andamento vacillante del matrimonio erano già emersi alla fine della luna di miele per i dubbi di Oscar, che riteneva di aver fatto un errore a sposarsi.
In seguito, durante il periodo della prima gravidanza, per Oscar, Costance non appariva più così attraente, anzi, il pensiero di baciare le labbra di una donna che aveva appena avuto attacchi di nausea lo faceva rabbrividire. Dopo la nascita di Vyvyan, Constance e Oscar non erano più la coppia felice di un tempo. Lei lo riprendeva ad ogni errore, come quando ripeteva ogni sera la stessa storia, ma in maniera diversa, smascherando le sue piccole bugie, come quando affermò di essere stato in un posto stupendo, una villa meravigliosa, mentre era stato semplicemente al teatro. Le sue battute, che sapevano essere acide, furono il motivo della fine dell'amicizia di Oscar con André Raffalovich.

## Attività

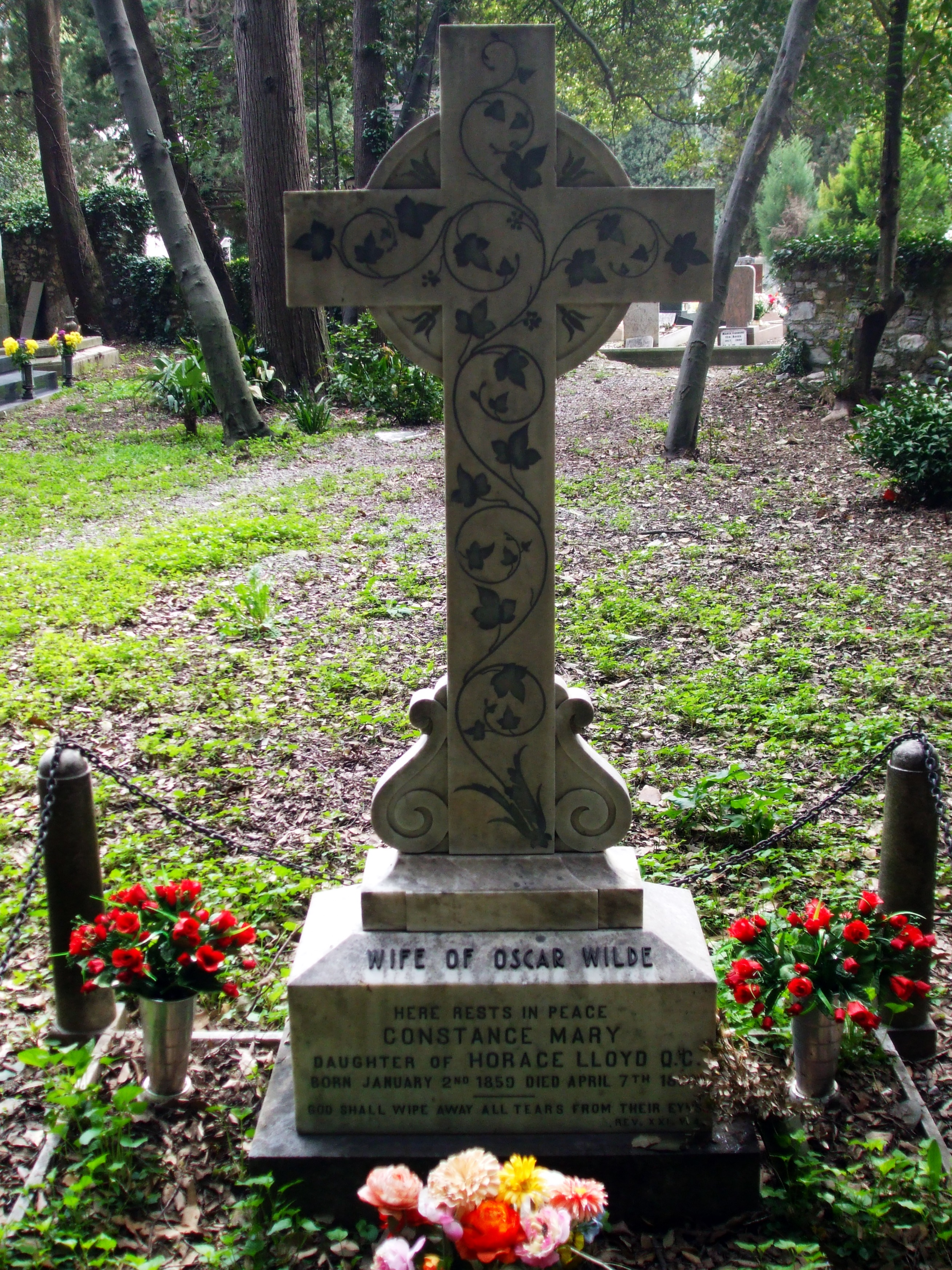
La tomba di Costance Lloyd nel cimitero monumentale di Staglieno

Constance fu molto attiva nel sensibilizzare l'opinione pubblica verso la parità dei diritti uomo-donna. Cercò di mettersi in mostra parlando sia alle riunioni politiche che a quelle femministe. In una di queste, ad esempio, affermò con convinzione l'importanza dei genitori, soprattutto della madre, che avrebbe dovuto avere il dovere civico di instillare nei figli l'odio verso la guerra. Tra il 1888 ed il 1889 diresse il giornale "Gazette", della National Dress Society, mentre tra il 1889 ed il 1892, scrisse due libri per bambini, cercando di imporre un suo stile, così come aveva fatto in passato suo marito. Le sue idee prevedevano abiti leggeri con gonne a spacco, considerando che viveva nell'epoca vittoriana, il suo era un pensiero molto moderno.
Dopo la detenzione di Oscar, Constance cambiò il cognome dei suoi figli allo scopo di dissociarsi dallo scandalo. La coppia non divorziò, Costanza visitò Oscar in prigione per raccontare la notizia della morte di sua madre, inoltre lei lo costrinse a rinunciare ai suoi diritti parentali, e più tardi, dopo essere uscito dal carcere, lo spinse a rompere le relazioni con Douglas, altrimenti non le avrebbe più inviato del denaro. Constance cercò di ricucire il matrimonio, ma invano.

## La sua morte
Dopo la separazione con il marito in seguito allo scandalo della sua omosessualità, morì a Genova il 7 aprile del 1898, dove fu sepolta nel Cimitero monumentale di Staglieno.
Morì a soli 39 anni, dopo una doppia operazione chirurgica, alla schiena e poi per un fibroma uterino. Il chirurgo Luigi Maria Bossi attribuì il decesso a complicazioni che avevano causato un'occlusione intestinale. Secondo studi recenti, condotti anche dal nipote di Wilde e Constance, Merlin Holland, sulla base di lettere private inedite della famiglia, la donna avrebbe invece sofferto di sclerosi multipla, le cui complicanze, aggravate dal suo stato psicofisico e dall'intervento chirurgico debilitante, le avrebbero causato l'occlusione fatale.